# 수장
수장(水葬, 영어: water burial)은 시신을 물에 빠뜨려 장사를 지내는 장례의 일종이다.
옛날 중국에서 묘지가 없는 사람들은 시체를 불사르지 않고, 유교 방식에 따라 황허 강이나 창 강에 시체를 물에 빠뜨려 장사를 지냈고, 미국 인디언들도 유럽 대륙에서 건너온 화장 장례에 반대하는 사람들이 강이나 바다에 관을 빠뜨려 장사를 지냈다고 한다.
지금은 남아메리카 일부에서 행해지고 있으며, 오스트레일리아 및 캐나다와 뉴질랜드 등에서도 쓰이며, 전통적으로 한국을 제외하고 세계 각 나라의 해군이나 바다에서 사망한 선원들에게서도 흔히 이용하는 장례 의식이다.
한국에서는 선원법 17조에 해당하는 사람만 수장이 가능하다.
선원법 제 17조 (수장) - 선장은 선박의 항행중 선박 안에 있는 자가 사망한 때에는 해양수산부령(국토해양부령)이 정하는 바에 의하여 수장 할 수 있다.<개정 2013년 3월 23일.>
미국에서는 아무나 수장을 할 수 없다. 국가원수(대통령.부통령 등)나 국가원수 가족, 현역이나 퇴역 군인 또는 그 가족, 군무원, 국가 유공자와 선박에서 일하는 선원들이나 미국 원양어선(대게잡이선 등) 및 여객선 등 바다 위에서 현직에 종사하는 선박의 선장.선원 및 어부 등 배 위에서 일하는 사람들에게만 수장이 허용된다.